# Felicitas (Mythologie)

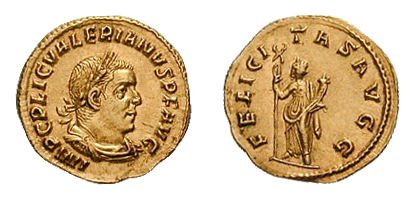
Felicitas mit Caduceus und Füllhorn (Aureus des Valerian)

Felicitas (lateinisch „Glückseligkeit“) ist in der römischen Mythologie die Personifikation des Glücks, der Glückseligkeit und der Fruchtbarkeit. 
Dargestellt wird sie als Matrone mit einem Füllhorn, sowie mit einem Caduceus, auf dem Kopf trägt sie manchmal ein Fruchtmaß. 
Felicitas zu Ehren wurde unter der Herrschaft des Lucullus ein Tempel für sie erbaut. 
Dieser Tempel wurde unter der Herrschaft des Lepidus fertiggestellt und brannte unter Claudius nieder.
Seit dem Diktator Sulla, der den Beinamen Felix trug, gewann der Kult immer größere Bedeutung.
Caesar ließ ihr einen Tempel errichten und in der entscheidenden Schlacht bei Thapsus war „Felicitas“ die Parole von Caesars Truppen.
In der Kaiserzeit war Felicitas Augusta die Versinnbildlichung des fortdauernden Glückszustandes des Imperiums und erschien mit ihren Attributen als „kaiserliches Glück“ häufig auf dem Revers von Münzen. Commodus nahm felix 185 erstmals in die offizielle kaiserliche Titulatur auf.